# Ana Alós
Ana Isabel Alós López, née le 11 mai 1969, est une femme politique espagnole membre du Parti populaire (PP).
Elle est élue députée de la circonscription de Huesca lors des élections générales de décembre 2015.

## Biographie

### Vie privée
Elle est mariée et mère de deux filles. 

### Études et profession
Elle réalise ses études à l'université de Saragosse où elle obtient une licence en sciences économiques. Elle possède un master en administration et direction d'entreprises obtenu à l'institut ICADE de l'université pontificale de Comillas. Elle commence à travailler en 1995 comme agente au développement local de la mancomunidad du Canal de Berdún. L'année suivante, elle se tourne vers le secteur de l'économie et ouvre son cabinet de conseil en entreprise. En 1997, elle crée une entreprise spécialisée dans le lavage de véhicules puis, en 1999, une autre entreprise officiant dans le domaine du recyclage des cartouches d'encre.

### Maire de Huesca
Placée sur la liste de Roberto Bermúdez de Castro, elle est élue conseillère municipale de Huesca à l'occasion des élections municipales de mars 2003 et devient conseillère de la comarque de Hoya de Huesca. Elle est réélue au conseil municipal lors des élections locales de mai 2007. En 2008, elle devient porte-parole du groupe populaire municipal alors dans l'opposition au maire socialiste Luis Felipe Serrate et renonce, l'année suivante, à son mandat intercommunal.
Lors des élections municipales de mai 2011, elle est investie candidate du parti à la mairie de la capitale de province. Au soir du scrutin, sa liste arrive en première position devant les socialistes avec 9 164 voix, 38,06 % des suffrages exprimés et onze des vingt-cinq mandats au conseil municipal. Alors que le PSOE, le CHA et IU annoncent voter chacun pour leurs candidats, Ana Alós est investie maire le 11 juin suivant par 11 voix pour et deux abstentions du PAR et devient la première femme maire de la ville. Elle dévoile son équipe de gouvernement deux jours plus tard. Elle intègre la Fédération espagnoles des communes et provinces (FEMP) cette même année.
Durant son mandat, elle rencontre deux grands problèmes issus des décisions de membres de son propre parti. En janvier 2015, le ministre de la Défense Pedro Morenés annonce une réorganisation de l'Armée de terre et la fermeture de la caserne de Sancho Ramírez abritant 250 militaires et leurs familles. Sollicitant une réunion urgente avec le ministre et le délégué du gouvernement Gustavo Alcalde, Ana Alós fait part de sa « surprise » et dénonce un « coup dur » pour la ville. En avril 2015, la présidente d'Aragon Luisa Fernanda Rudi annonce l'ouverture d'une formation en magistère à l'université San Jorge de Saragosse au détriment des campus de Teruel et Huesca ; ce qui pousse Alós à demander l'annulation de la mesure,.
Candidate à sa succession lors des élections municipales de mai 2015, elle gagne le scrutin mais n'obtient plus que 7 586 voix (30,96 %) et neuf mandats de conseillers municipaux face aux huit mandats du PSOE. Elle est cependant remplacée dès le 13 juin suivant par le socialiste Luis Felipe Serrate qui bénéficie d'un accord avec les partis de gauche Cambiar Huesca et Aragón sí puede. Se disant « fière » du travail accompli et de l'expérience accumulée, elle conserve son mandat de conseillère municipale d'opposition et est élue membre de la députation provinciale de Huesca par ses pairs où elle devient porte-parole du groupe populaire.

### Députée nationale
Elle est investie tête de liste dans la circonscription de Huesca à l'occasion des élections générales de décembre 2015 par le Parti populaire d'Aragon en coalition avec le parti aragonais,. Elle est élue au Congrès des députés après que sa liste a remporté les élections avec 39 747 voix et 32,54 % des suffrages exprimés et gagné un des trois sièges en jeu dans la  démarcation électorale. Elle démissionne, en conséquence, de son mandat municipal et provincial dès le mois de février suivant. Membre de la commission de l'Économie et de la Compétitivité et de la commission de la Santé et des Services sociaux, elle est porte-parole à la commission de l'Équipement.
De nouveau candidate pour le scrutin législatif anticipé de juin 2016,, elle conserve son mandat au palais des Cortes en élevant son score à 42 332 voix et 36,22 %. Elle est nommée porte-parole adjointe du groupe parlementaire populaire en novembre suivant et intègre, à ce titre, la députation permanente en tant que membre suppléante. Elle est membre de la commission des Finances et de la Fonction publique et de celle de l'Éducation et du Sport. Elle est porte-parole adjointe à la commission de la Culture.